# Čchorocku
Čchorocku (gruzínsky ჩხოროწყუ, v překladu devět pramenů) je západogruzínské okresní město stejnojmenného okresu nacházející se v nížinné části regionu Samegrelo-Horní Svanetie. Město leží na řece Chobi.
Město je známé archeologickými vykopávkami z doby bronzové. Nachází se zde muzeum s 22 390 exponáty z doby kamenné a bronzové.